# Gymnopithys bicolor
El hormiguero bicolor (Gymnopithys bicolor),  es una especie de ave paseriforme de la familia Thamnophilidae perteneciente al género Gymnopithys. Es nativo de América central y del noroeste de América del Sur.

## Distribución y hábitat
Se distribuye desde la costa caribeña de Honduras, hacia el sur por Nicaragua, Costa Rica y Panamá, norte de Colombia y pendiente del Pacífico de Colombia y Ecuador.
Esta especie habita en el sotobosque de selvas húmedas de terra firme hasta los 900 m de altitud.

## Sistemática

### Descripción original
La especie G. bicolor fue descrita por primera vez por el ornitólogo estadounidense George Newbold Lawrence en 1863 bajo el nombre científico Pithys bicolor; localidad tipo «Lion Hill Station, Panamá Railroad, Panamá.»

### Etimología
El nombre genérico masculino «Gymnopithys» deriva del griego «gumnos»: desnudo, pelado; y del género «Pithys» cuyo significado no está claramente definido; puede tener origen en un nombre guaraní; en «pitulos», un pequeño pájaro mencionado por Hesychius; o apenas en una corruptela del género Pipra; refiriéndose al anillo periorbital desnudo del ave; y el nombre de la especie «bicolor», proviene del latín: de dos colores.

### Taxonomía
La presente especie era tratada anteriormente como la subespecie G. leucaspis bicolor, pero los estudios genéticos indicaron que se trataba de una especie separada, lo que fue aprobado en la Propuesta N° 587 al Comité de Clasificación de Sudamérica (SACC).

### Subespecies
Según la clasificación del Congreso Ornitológico Internacional (IOC) (Versión 7.3, 2017) y Clements Checklist v.2017, se reconocen 5 subespecies, con su correspondiente distribución geográfica:
- Gymnopithys bicolor olivascens (Ridgway, 1891) – pendiente caribeña en Honduras y Nicaragua, y ambas pendientes en Costa Rica y oeste de Panamá (Bocas del Toro, Chiriquí).
- Gymnopithys bicolor bicolor (Lawrence, 1863) – centro y este de Panamá (ambas pendientes al este desde Veraguas) y noroeste de Colombia (pendiente del Pacífico en Chocó).
- Gymnopithys bicolor daguae Hellmayr, 1906 – pendiente del Pacífico en el centro de Colombia (sur de Chocó al sur hasta Cauca).
- Gymnopithys bicolor aequatorialis (Hellmayr, 1902) – pendiente del Pacífico en el extremo sur de Colombia (Nariño) y Ecuador (al sur hasta Azuay).
- Gymnopithys bicolor ruficeps Salvin & Godman, 1892 – norte de Colombia (pendiente norte de los Andes desde Antioquia al este hasta el sur de Cesar, y al sur por el valle del Magdalena hasta Boyacá).